# Soracachi (Paria)
Soracachi ist eine Ortschaft im Departamento Oruro im südamerikanischen Anden-Staat Bolivien.

## Lage im Nahraum
Soracachi ist zentraler Ort des Municipio Paria in der Provinz Cercado. Die Ortschaft liegt auf einer Höhe von 3792 m am rechten Ufer des nach Südwesten fließenden Bachlaufes des Millu Punku, der in der Ebene des Río Caracollo zwischen Caracollo und Oruro versickert.

## Geographie
Soracachi liegt am östlichen Rand des bolivianischen Altiplano vor dem Höhenzug der Serranía de Sicasica. Das Klima ist geprägt durch ein typisches Tageszeitenklima, bei dem die Temperaturschwankungen zwischen Tag und Nacht größer sind als zwischen den Jahreszeiten.
Die Jahresdurchschnittstemperatur der Region liegt bei etwa 10 °C (siehe Klimadiagramm Oruro), wobei die Monatsdurchschnittswerte zwischen 6 °C im Juni/Juli und 14 °C im November schwanken. Der Jahresniederschlag liegt bei niedrigen 400 mm, mit einer ausgeprägten Trockenzeit von April bis November mit Monatswerten unter 20 mm, und einer kurzen Feuchtezeit von Dezember bis Februar mit monatlich etwa 80 mm.

## Verkehrsnetz
Soracachi liegt in einer Entfernung von 37 Straßenkilometern nordöstlich von Oruro, der Hauptstadt des Departamentos.
Durch Soracachi führt die asphaltierte Nationalstraße Ruta 12, die bei der elf Kilometer nördlich gelegenen Ortschaft Ocotavi beginnt und zuerst in südlicher Richtung, dann ab Oruro in südwestlicher Richtung über Challacollo, Ancaravi, Huachacalla und Sabaya nach Pisiga Bolívar an der chilenischen Grenze führt.
Der nördliche Endpunkt der Ruta 12 trifft bei Ocotavi auf die Nationalstraße Ruta 4, die mit einer Länge von 1.657 Kilometern Bolivien komplett von Westen nach Osten durchquert, von der Cordillera Occidental an der chilenischen Grenze bis zum Tiefland an der brasilianischen Grenze. Die Straße durchquert die Departamentos Oruro, La Paz, Cochabamba und Santa Cruz. Sie beginnt im Westen als Fortsetzung der chilenischen Ruta 11 bei Tambo Quemado und endet im Osten in der Stadt Puerto Suárez, von wo aus ein Abstecher der Ruta 4 nach Puerto Busch führt.

## Bevölkerung
Die Einwohnerzahl der Ortschaft ist in den vergangenen beiden Jahrzehnten nur geringfügig angestiegen:
| Jahr | Einwohner | Quelle       |
| ---- | --------- | ------------ |
| 1992 | 422       | Volkszählung |
| 2001 | 480       | Volkszählung |
| 2012 | 450       | Volkszählung |
| 2024 |           | Volkszählung |

Die Region weist einen deutlichen Anteil an Quechua-Bevölkerung auf, im Municipio Paria sprechen 93,1 Prozent der Bevölkerung Quechua.

## Persönlichkeiten
- Vidal Basco (* 1996), Langstreckenläufer